# Пландом-Менор (Нью-Йорк)
Пландом-Менор (англ. Plandome Manor) — селище (англ. village) в США, в окрузі Нассау штату Нью-Йорк. Населення — 793 особи (2020).

## Географія
Пландом-Менор розташований за координатами 40°48′49″ пн. ш. 73°41′51″ зх. д. / 40.81361° пн. ш. 73.69750° зх. д. (40.813585, -73.697527).  За даними Бюро перепису населення США в 2010 році селище мало площу 1,31 км², з яких 1,25 км² — суходіл та 0,06 км² — водойми.

## Демографія
Згідно з переписом 2010 року, у селищі мешкали 872 особи в 280 домогосподарствах у складі 237 родин. Густота населення становила 665 осіб/км².  Було 295 помешкань (225/км²).
Расовий склад населення:
| - 91,5 % — білих - 6,1 % — азіатів - 0,1 % — чорних або афроамериканців |

До двох чи більше рас належало 2,3 %. Частка іспаномовних становила 2,5 % від усіх жителів.
За віковим діапазоном населення розподілялося таким чином: 29,0 % — особи молодші 18 років, 55,5 % — особи у віці 18—64 років, 15,5 % — особи у віці 65 років та старші. Медіана віку мешканця становила 45,2 року. На 100 осіб жіночої статі у селищі припадало 92,1 чоловіків;  на 100 жінок у віці від 18 років та старших — 87,6 чоловіків також старших 18 років.
Середній дохід на одне домашнє господарство  становив 347 350 доларів США (медіана — 170 625), а середній дохід на одну сім'ю — 404 807 доларів (медіана — 221 250). Медіана доходів становила 202 000 доларів для чоловіків та 74 063 долари для жінок. За межею бідності перебувало 1,7 % осіб, у тому числі 1,8 % дітей у віці до 18 років та 3,8 % осіб у віці 65 років та старших.
Цивільне працевлаштоване населення становило 356 осіб. Основні галузі зайнятості: науковці, спеціалісти, менеджери — 27,8 %, фінанси, страхування та нерухомість — 26,7 %, освіта, охорона здоров'я та соціальна допомога — 23,0 %.